# 성조숙증
성조숙증(性早熟症, Precocious puberty)은 사춘기가 빨리 오는 질병이다. 사춘기지연과 반대의 질병이다. 처음에는 키가 빨리 자라지만 성장판이 일찍 닫혀 최종 키는 평균 미만인 경우가 많다.
성조숙증은 여아의 경우 만 8세 전에 가슴몽우리가 나오고 남아의 경우 만 9세 전에 음경이 발달하는 경우 의심해 볼 수 있으며 정확히는 병원에서 검사를 해봐야 알 수 있다.

## 같이 보기
- 리나 메디나
- 예종
- 조기폐경
- 성교육